# Скангали (разъезд)
Ска́нгали — железнодорожный разъезд в селе Скангали в Гавровской волости Пыталовского района Псковской области, вблизи с границей Латвии, является пограничным пунктом. Открыт в 1926 году, до 1944 года входил в состав Яунлатгальского (Абренского) уезда Латвии. Расположен на однопутном неэлектрифицированном участке железной дороги в 385 км от Санкт-Петербурга.
В летнее время соединена со Псковом одной парой пригородных пассажирских поездов ежесуточно. Во время летних студенческих каникул используется велотуристами разных стран для поездок из Пскова до латвийской границы с дальнейшим её пересечением через расположенный поблизости автодорожный пункт пропуска Убылинка и в обратном направлении.

## Движение поездов
С апреля 1992 года был продлён пригородный поезд из Пыталово до станции Карсава, но с августа того же года этот разъезд уже стал конечной для этого пригородного поезда на Псков.
С августа 2014 года отменили пригородный поезд №6803/6804 Псков — Скангали/Печоры в связи с низким пассажиропотоком, но альтернативой стал рабочий поезд № 8802/8801 того же направления.
С 29 февраля 2020 года вернули пригородный поезд на Псков — Скангали по пятницам и субботам, обратно по субботам и воскресеньям.